# Volta a Cataluña 2003
La 83ª edición de la Volta a Cataluña, disputada en 2003 entre el16 al 22 de junio, estuvo dividida en siete etapas, por un total de 888 km. 
El vencedor final fue el extremeño José Antonio Pecharromán del equipo Paternina-Costa de Almería por delante de los también españoles  Roberto Heras y Koldo Gil.
A las dificultades propias del recorrido en esta edición los ciclistas se vieron afectados por una ola de calor que hizo que en algunas etapas se llegaran a los 40° a la sombra.
El principal favorito era Roberto Heras que quería repetir la victoria de la edición anterior. También había que tener presente hombres como Stefano Garzelli, Ivan Basso o Santiago Botero. Al final fue Pecharromán, gracias a defenderse muy bien en la montaña, y en su dominio en la contrarreloj, quien se llevó la victoria final. El corredor extremeño, había demostrado que su triunfo en la Bicicleta Vasca pocos días antes, no fue por casualidad.
En esta edición se daban bonificaciones de 10, 6 y 4 segundos para los tres primeros de cada etapa, y de 3, 2 y 1 por las metas volantes.

## Etapas
| Etapa     | Fecha       | Recorrido                                   | Km    | Vencedor de etapa        | Líder de la clasificación general |
| 1.º etapa | 16 de junio | Salou – Vilaseca (CRE)                      | 22,9  | ONCE-Eroski              | Xavier Florencio                  |
| 2.º etapa | 17 de junio | Mora de Ebro – Morell                       | 183,6 | Bram de Groot            | Ángel Vicioso                     |
| 3.º etapa | 18 de junio | Pobla de Mafumet – Cortals d'Encamp Andorra | 216,6 | Aitor Kintana            | Roberto Heras                     |
| 4.º etapa | 19 de junio | Andorra la Vieja Andorra - Llivia           | 157,4 | Jesús Manzano            | Roberto Heras                     |
| 5.º etapa | 20 de junio | Llivia – Manresa                            | 166,3 | Óscar Freire             | Roberto Heras                     |
| 6.ª etapa | 21 de junio | Molins de Rey – Vallvidrera (CRI)           | 13,1  | José Antonio Pecharromán | José Antonio Pecharromán          |
| 7.ª etapa | 22 de junio | San Juan Despí – Barcelona                  | 128,0 | Ángel Vicioso            | José Antonio Pecharromán          |

### 1.ª etapa
16-06-2003: Salou-Vila-seca, 22,9 km. (CRE):
|   | Equipo                   | Nacionalidad   | Tiempo  |
| - | ------------------------ | -------------- | ------- |
| 1 | ONCE-Eroski              | España         | 25' 32" |
| 2 | US Postal by Berry Floor | Estados Unidos | + 3"    |
| 3 | Rabobank                 | Países Bajos   | + 13"   |

|   | Ciclista          | Equipo      | Tiempo |
| - | ----------------- | ----------- | ------ |
| 1 | Xavier Florencio  | ONCE-Eroski | 25'32" |
| 2 | Joaquim Rodríguez | ONCE-Eroski | m. t.  |
| 3 | Ángel Vicioso     | ONCE-Eroski | m. t.  |

### 2.ª etapa
17-06-2003: Mora de Ebro-Morell, 183,6 km.:
|   | Ciclista        | Equipo                   | Tiempo     |
| - | --------------- | ------------------------ | ---------- |
| 1 | Bram de Groot   | Rabobank                 | 4h 21' 25" |
| 2 | Ángel Vicioso   | ONCE-Eroski              | + 1"       |
| 3 | George Hincapie | US Postal by Berry Floor | + 1"       |

|   | Ciclista         | Equipo                   | Tiempo     |
| - | ---------------- | ------------------------ | ---------- |
| 1 | Ángel Vicioso    | ONCE-Eroski              | 4h 46' 52" |
| 2 | George Hincapie  | US Postal by Berry Floor | + 5"       |
| 3 | Xavier Florencio | ONCE-Eroski              | + 6"       |

### 3.ª etapa
18-06-2003: Pobla de Mafumet-Cortals d'Encamp, 216,6 km.:
|   | Ciclista                 | Equipo                  | Tiempo     |
| - | ------------------------ | ----------------------- | ---------- |
| 1 | Aitor Kintana            | Labarca 2-Café Baqué    | 5h 50' 48" |
| 2 | Michael Rasmussen        | Rabobank                | + 2' 00"   |
| 3 | José Antonio Pecharromán | Paternina-Costa Almería | + 2' 09"   |

|   | Ciclista                 | Equipo                   | Tiempo      |
| - | ------------------------ | ------------------------ | ----------- |
| 1 | Roberto Heras            | US Postal by Berry Floor | 10h 40' 31" |
| 2 | José Antonio Pecharromán | Paternina-Costa Almería  | + 9"        |
| 3 | Santiago Blanco          | Relax-Fuenlabrada        | + 1' 58"    |

### 4.ª etapa
19-06-2003: Andorra la Vieja-Llivia, 157,4 km.:
|   | Ciclista         | Equipo             | Tiempo     |
| - | ---------------- | ------------------ | ---------- |
| 1 | Jesús Manzano    | Kelme-Costa Blanca | 4h 17' 55" |
| 2 | René Haselbacher | Team Gerolsteiner  | + 12"      |
| 3 | Matthias Kessler | Team Telekom       | + 12"      |

|   | Ciclista                 | Equipo                   | Tiempo      |
| - | ------------------------ | ------------------------ | ----------- |
| 1 | Roberto Heras            | US Postal by Berry Floor | 14h 58' 38" |
| 2 | José Antonio Pecharromán | Paternina-Costa Almería  | + 9"        |
| 3 | Santiago Blanco          | Relax-Fuenlabrada        | + 1' 58"    |

### 5.ª etapa
20-06-2003: Llivia-Manresa, 166,3 km.:
|   | Ciclista         | Equipo            | Tiempo     |
| - | ---------------- | ----------------- | ---------- |
| 1 | Óscar Freire     | Rabobank          | 3h 46' 37" |
| 2 | Ángel Vicioso    | ONCE-Eroski       | m. t.      |
| 3 | René Haselbacher | Team Gerolsteiner | m. t.      |

|   | Ciclista                 | Equipo                   | Tiempo      |
| - | ------------------------ | ------------------------ | ----------- |
| 1 | Roberto Heras            | US Postal by Berry Floor | 18h 45' 15" |
| 2 | José Antonio Pecharromán | Paternina-Costa Almería  | + 9"        |
| 3 | Santiago Blanco          | Relax-Fuenlabrada        | + 1' 58"    |

### 6.ª etapa
21-06-2003: Molins de Rey-Vallvidrera, 13,1 km. (CRI):
|   | Ciclista                 | Equipo                   | Tiempo  |
| - | ------------------------ | ------------------------ | ------- |
| 1 | José Antonio Pecharromán | Paternina-Costa Almería  | 21' 49" |
| 2 | Roberto Heras            | US Postal by Berry Floor | + 52"   |
| 3 | Santiago Botero          | Team Telekom             | + 58"   |

|   | Ciclista                 | Equipo                   | Tiempo      |
| - | ------------------------ | ------------------------ | ----------- |
| 1 | José Antonio Pecharromán | Paternina-Costa Almería  | 19h 07' 13" |
| 2 | Roberto Heras            | US Postal by Berry Floor | + 43"       |
| 3 | Koldo Gil                | ONCE-Eroski              | + 3' 46"    |

### 7.ª etapa
22-06-2003: San Juan Despí-Barcelona, 128,0 km.:
|   | Ciclista         | Equipo                   | Tiempo      |
| - | ---------------- | ------------------------ | ----------- |
| 1 | Ángel Vicioso    | ONCE-Eroski              | 3h 08' 00"" |
| 2 | George Hincapie  | US Postal by Berry Floor | m. t.       |
| 3 | Matthias Kessler | Team Telekom             | m. t.       |

|   | Ciclista                 | Equipo                   | Tiempo      |
| - | ------------------------ | ------------------------ | ----------- |
| 1 | José Antonio Pecharromán | Paternina-Costa Almería  | 22h 15' 13" |
| 2 | Roberto Heras            | US Postal by Berry Floor | + 43"       |
| 3 | Koldo Gil                | ONCE-Eroski              | + 3' 46"    |

## Clasificaciones finales

### Clasificación general
| Posición | Ciclista                 | Equipo                   | Tiempo      |
| -------- | ------------------------ | ------------------------ | ----------- |
|          | José Antonio Pecharromán | Paternina-Costa Almería  | 22h 15' 13" |
| 2        | Roberto Heras            | US Postal by Berry Floor | + 43"       |
| 3        | Koldo Gil                | ONCE-Eroski              | + 3' 46"    |
| 4        | Rafael Casero            | Paternina-Costa Almería  | + 4'02"     |
| 5        | Ivan Basso               | Fassa Bortolo            | + 4'29"     |
| 6        | Benjamín Noval           | Relax-Fuenlabrada        | + 4'36"     |
| 7        | Guido Trentin            | Cofidis                  | + 4'39"     |
| 8        | Santiago Blanco          | Relax-Fuenlabrada        | + 5'28"     |
| 9        | Daniel Atienza           | Cofidis                  | + 5'45"     |
| 10       | Evgeni Petrov            | iBanesto.com             | + 5'55"     |

## Clasificaciones secundarias
|   | Ciclista          | Equipo               | Puntos   |
| - | ----------------- | -------------------- | -------- |
| 1 | Michael Rasmussen | Rabobank             | 83 punts |
| 2 | Aitor Kintana     | Labarca 2-Café Baqué | 75 punts |
| 3 | Jesús Manzano     | Kelme-Costa Blanca   | 52 punts |

|   | Ciclista          | Equipo               | Puntos   |
| - | ----------------- | -------------------- | -------- |
| 1 | Josep Jufré       | Relax-Fuenlabrada    | 10 punts |
| 2 | Alberto Hierro    | Labarca 2-Café Baqué | 8 punts  |
| 3 | Joaquim Rodríguez | ONCE-Eroski          | 8 punts  |

|   | Ciclista                 | Equipo                   | Puntos   |
| - | ------------------------ | ------------------------ | -------- |
| 1 | Ángel Vicioso            | ONCE-Eroski              | 79 punts |
| 2 | George Hincapie          | US Postal by Berry Floor | 54 punts |
| 3 | José Antonio Pecharromán | Paternina-Costa Almería  | 50 punts |

|   | Equipo                     | Nacionalidad | Tiempo      |
| - | -------------------------- | ------------ | ----------- |
| 1 | Paternina-Costa de Almería | España       | 66h 55' 56" |
| 2 | iBanesto.com               | España       | + 5'07"     |
| 3 | Relax-Fuenlabrada          | España       | + 5'22"     |

## Progreso de las clasificaciones
Esta tabla muestra el progrero de las diferentes clasificaciones durante el desarrollo de la prueba.
| Etapa (Ganador)                          | Clasificación General    | Clasificación de la Montaña | Clasificación por Puntos | Clasificación por equipos  |
| ---------------------------------------- | ------------------------ | --------------------------- | ------------------------ | -------------------------- |
| Etapa 1 (CRE) (ONCE-Eroski)              | Xavier Florencio         | no se repartieron puntos    | no se repartieron puntos | ONCE-Eroski                |
| Etapa 2 (Bram de Groot)                  | Ángel Vicioso            | Rafael Casero               | Bram de Groot            | ONCE-Eroski                |
| Etapa 3 (Aitor Kintana)                  | Roberto Heras            | Aitor Kintana               | Bram de Groot            | Paternina-Costa de Almería |
| Etapa 4 (Jesús Manzano)                  | Roberto Heras            | Aitor Kintana               | Matthias Kessler         | Paternina-Costa de Almería |
| Etapa 5 (Óscar Freire)                   | Roberto Heras            | Michael Rasmussen           | René Haselbacher         | Paternina-Costa de Almería |
| Etapa 6 (CRI) (José Antonio Pecharromán) | José Antonio Pecharromán | Michael Rasmussen           | Ángel Vicioso            | Paternina-Costa de Almería |
| Etapa 7 (Ángel Vicioso)                  | José Antonio Pecharromán | Michael Rasmussen           | Ángel Vicioso            | Paternina-Costa de Almería |